# Zmysłówka (Leżajsk)
Pour l’article homonyme, voir Zmysłówka (Krosno).
Zmysłówka est une localité polonaise de la gmina de Grodzisko Dolne, située dans le powiat de Leżajsk en voïvodie des Basses-Carpates.